# Paul Dell
Paul Frederick Dell (* 24. Dezember 1947) ist ein US-amerikanischer Psychotherapeut.
Dell widmete sich in den zunächst der Familientherapie und gründete 1977 gemeinsam mit Harlene Anderson, Harold A. Goolishian sowie George Pulliam das Galveston Family Institute. Er galt als Vertreter des Radikalen Konstruktivismus. Durch seine Rede am Zürcher Kongress der Familientherapeuten 1981 soll er ein radikales Umdenken ausgelöst haben.
In den 1980er- und 1990er-Jahren war er Professor an der Eastern Virginia Medical School. Später widmete er sich vor allem der Erforschung dissoziativer Störungen.

## Schriften

### In englischer Sprache
- (1981) Order through fluctuation: An evolutionary epistemology for human systems. (Gemeinsam mit Harold A. Goolishian). Australian Journal of Family Therapy 2: 175–184
- (1986) Can the Family Therapy Field be rigorous? Journal of Marital and Family Therapy 12 (1), 37–38
- (2009) Dissociation and the dissociative disorders. Routledge, New York, ISBN 978-0-415-95785-4.

### In deutscher Sprache
- (1981) Ordnung durch Fluktuation. Eine evolutionäre Epistemologie für menschliche Systeme. (Gemeinsam mit Harold A. Goolishian). Familiendynamik 6: 104–122.
- (1986) Klinische Erkenntnis. Zu den Grundlagen systemischer Therapie. Verlag Modernes Leben, Dortmund 1986, ISBN 3-8080-0092-9
- (1990) 2., durchgesehene Auflage desselben Werkes, ISBN 3-8080-0231-X